# مرض وافد

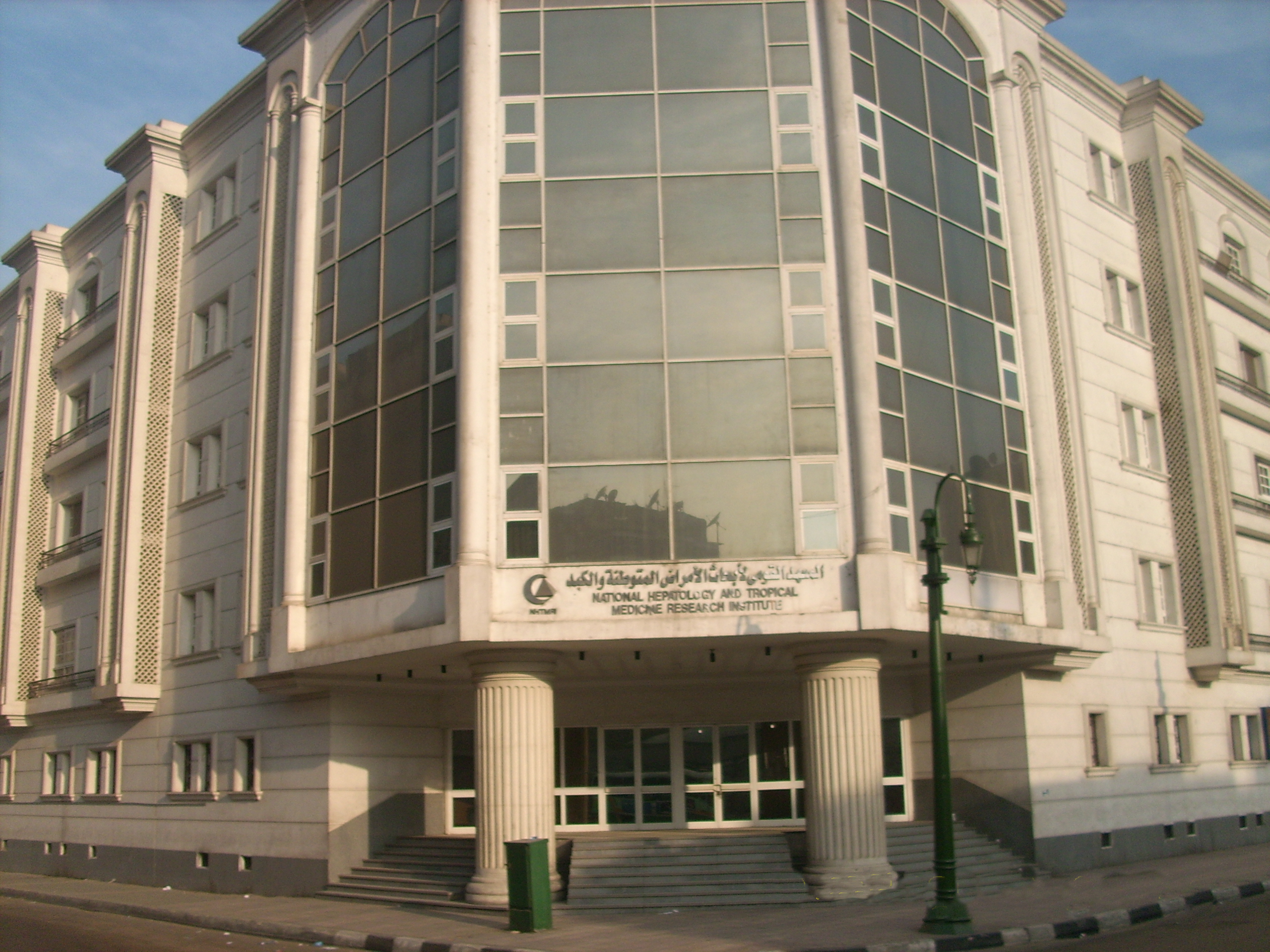
المعهد القومي لأبحاث الأمراض المتوطنة والكبد - قصر العيني

المرض الوافد والمرض المتوطن والمرض البلادي أو الوباء المتوطن في علم الوبائيات هو المرض الطارئ الذي ينتشر في تجمع بدون الحاجة إلى عواملَ خارجية. فعلى سبيل المثال، (مرض الهزال المزمن) أو مرض الحُماق (أو جدري الماء) مرض متوطن في المملكة المتحدة، أما الملاريا فهي ليست كذلك، ويرجع السبب في ذلك إلى وجود إصابات بالملاريا في المملكة المتحدة في كل عام، ولكنّها لا تؤدي إلى نقل منتشر للمرض في التجمع الإنساني لغياب الناقل المناسب (حشرات من الأنوفيلة).